# Ladá (Messénie)
Ladá (grec moderne : Λαδά) est une localité située dans le dème de Kalamáta, dans le district régional de Messénie, dans la périphérie du Péloponnèse, en Grèce.
Selon le recensement de 2021, elle compte 79 habitants.